# El Rosedal

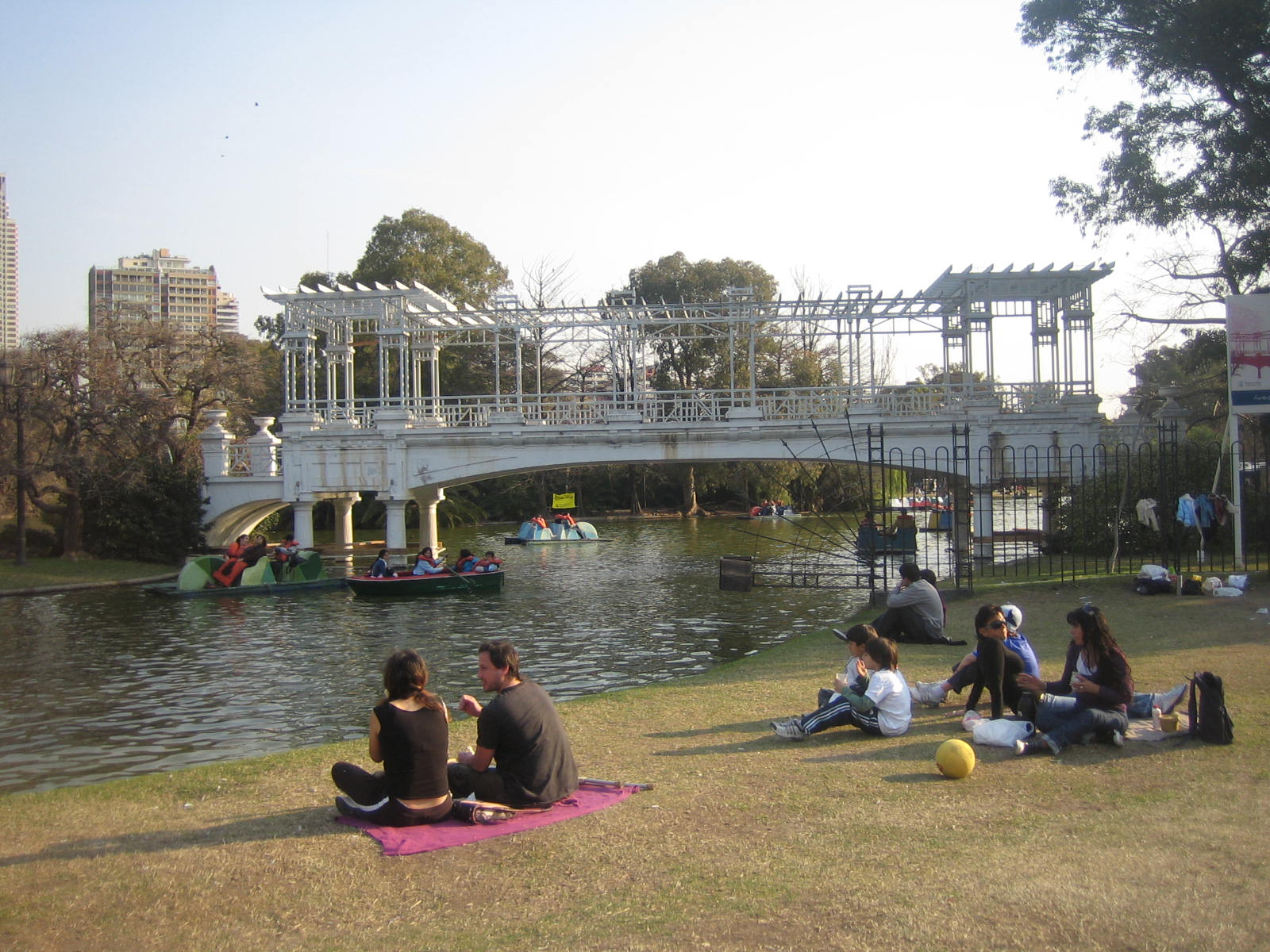
Image du parc El Rosedal. Au fond : le puente blanco (pont blanc).

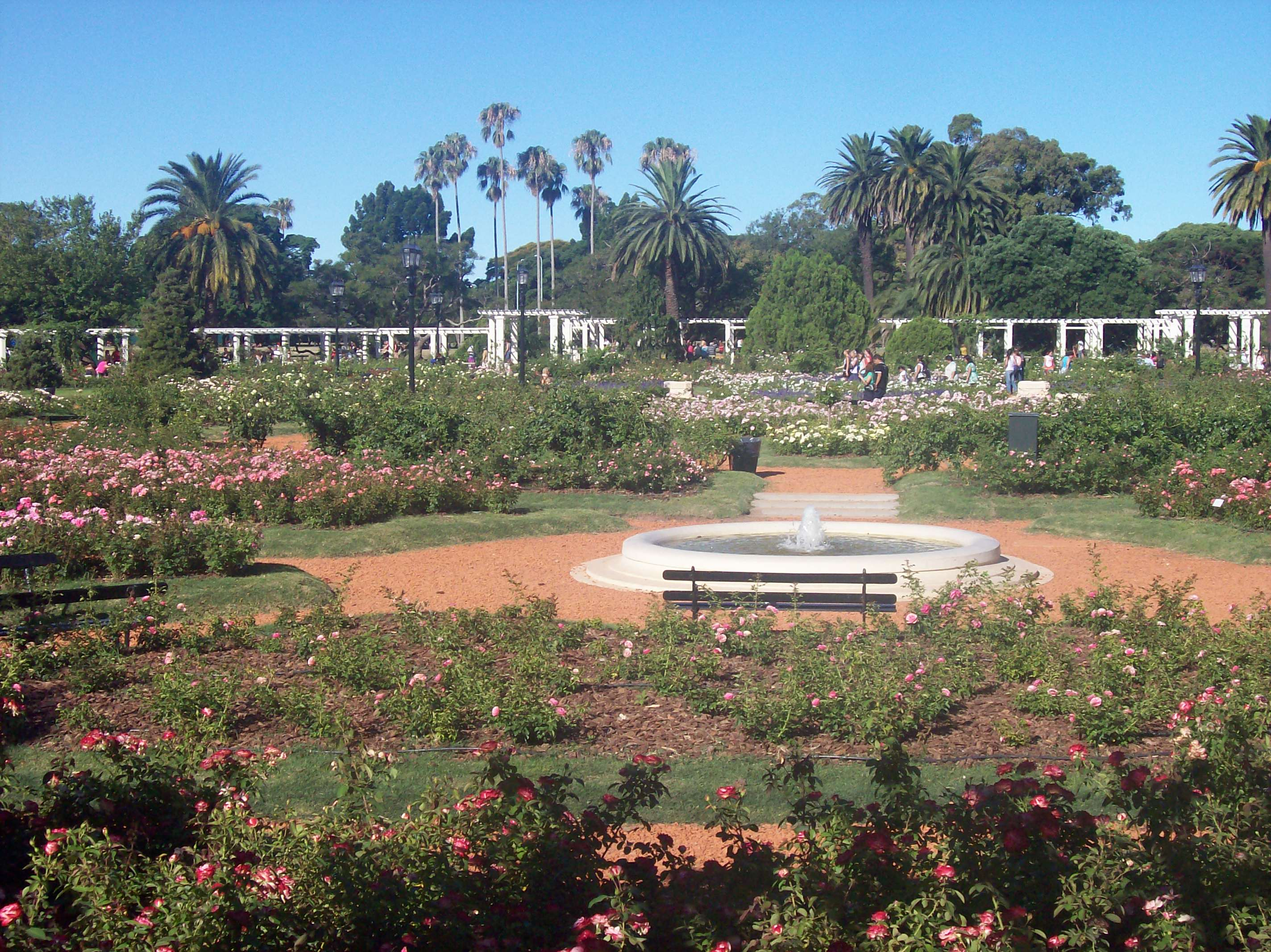
Pergola et rosiers

Le Paseo del Rosedal ou El Rosedal (la roseraie) fait partie du Parc Tres de Febrero, surnommé par les porteños Bosque (bois) de Palermo. Il s'agit de l'espace vert le plus célèbre de Buenos Aires, capitale de l'Argentine. Il se trouve dans le quartier de Palermo. Sur une surface de 3,4 hectares, cette roseraie compte quelque 18 000 rosiers de plus de 1 000 variétés différentes, agrémenté de 26 bustes de poètes et d'écrivains, d'un pont et d'une pergola.

## Histoire
Le terrain sur lequel se trouve El Rosedal, était une partie marécageuse du Bosque (bois) de Palermo, appelé les Bañados (marais) de Palermo.
Depuis les festivités du Centenaire de l'Indépendance de l'Argentine, Joaquín Anchorena, lemaire de Buenos Aires de 1910 à 1914, souhaitait qu'une roseraie voit le jour à l'intérieur du parc. Fin 1913, le paysagiste Benito Javier Carrasco, nommé à la direction des Espaces Verts de Buenos Aires, soumet à son supérieur, professeur et mentor Carlos Thays, un projet de réaménagement de ce secteur en roseraie. Le projet plait à tous, il est enteriné en 1914.
Les travaux commencent le 5 mai et sont achevés le 22 novembre 1914. Le marais est transformé en plan d'eau qu'enjambe un pont, 14 650 rosiers de 1 189 variétés différentes y sont plantés, la promenade qui la traverse est dotée d'une pergola, un temple et une jetée.
El Rosedal est inauguré le 24 novembre 1914.
En 1920, un espace de style andalou y a est intégré. Il a été conçu par Eugenio Carrasco, frère et successeur du précédent à la direction des Espaces Verts de Buenos Aires, complété en 1929, par un espace andalou, dont les éléments constitutifs sont offerts par la mairie de Séville.
En 1994 et en 2008, eurent lieu d'importantes restaurations en étroite collaboration avec l'entreprise Repsol YPF qui parraine ce parc. Quelque 5 000 nouveaux pieds de rosiers furent plantés. Bâtiments et monuments furent restaurés. Un système d'arrosage par goutte-à-goutte fut installé et les cinq fontaines restaurées. La cérémonie d'inauguration eut lieu en mai 2010, en présence de la présidente argentine Cristina Fernández de Kirchner et le chef du gouvernement de la ville, Mauricio Macri.

## Description
Dans le parc El Rosedal se trouve un espace andalou, don de la ville de Séville en 1929, qui comporte une pergola, une gloriette et une fontaine de majolique.
La pergola initiale, plus grande, borde le plan d'eau central, sur lequel circulent des barques. Là, il y a aussi un restaurant gloriette, un pont de style grec et un second pont, plus petit, qui permet de passer sur une île artificielle.
Le parc compte une énorme surface où se trouvent quantité de rosiers et de très nombreuses statues et bustes de personnalités célèbres, telle que celui du compositeur Julián Aguirre.
Face à cette Roseraie se dresse le Musée des Arts Plastiques Eduardo Sívori.

## Fête du Printemps
La Fiesta de la Primavera a lieu tous les 21 septembre. Le parc reçoit alors la visite de quantité de jeunes, en majorité venus d'écoles secondaires, qui viennent piqueniquer dans les zones vertes, célébrant ainsi la journée de l'étudiant.

## Galerie

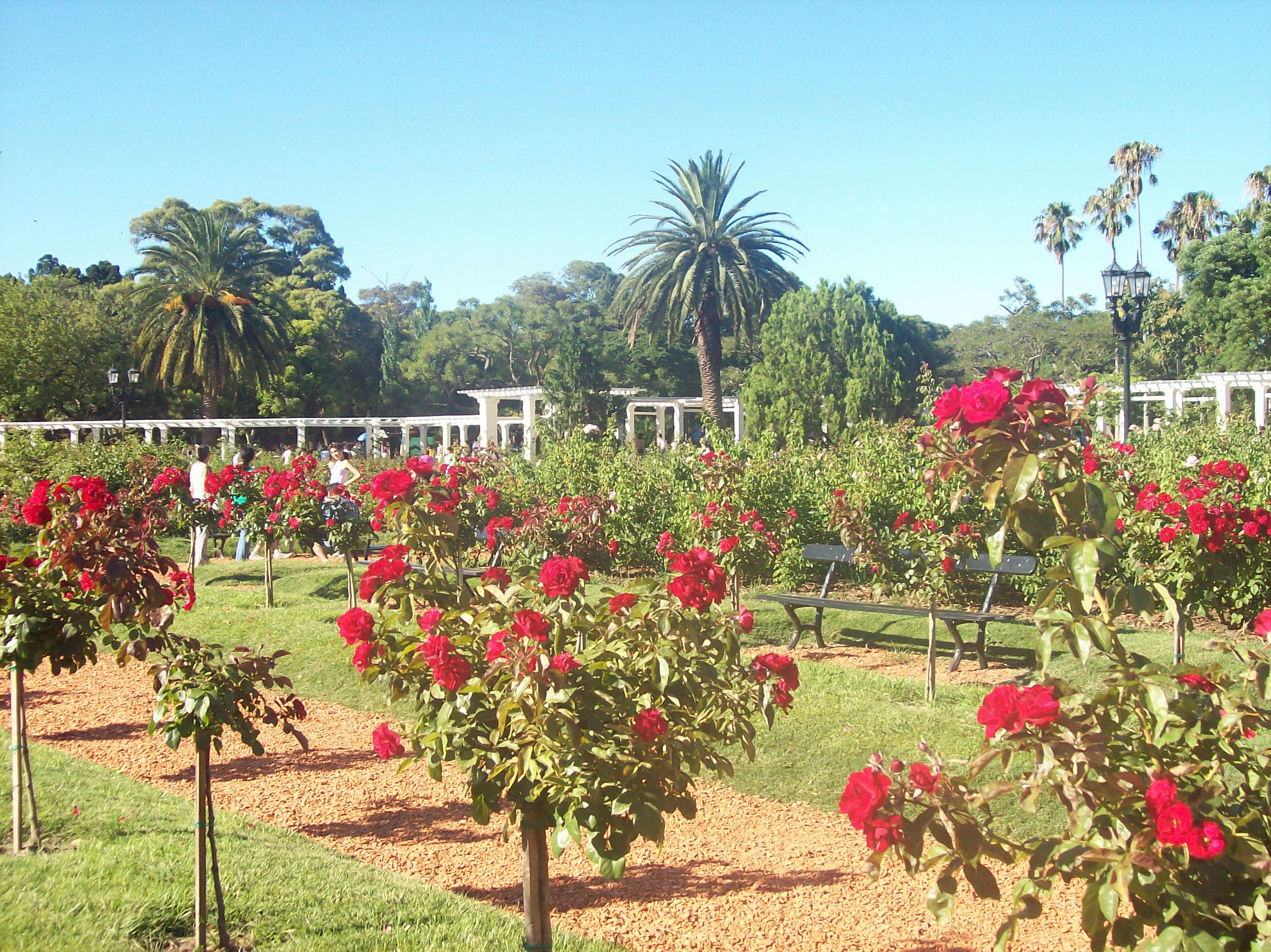
Image des rosiers au centre du parc.
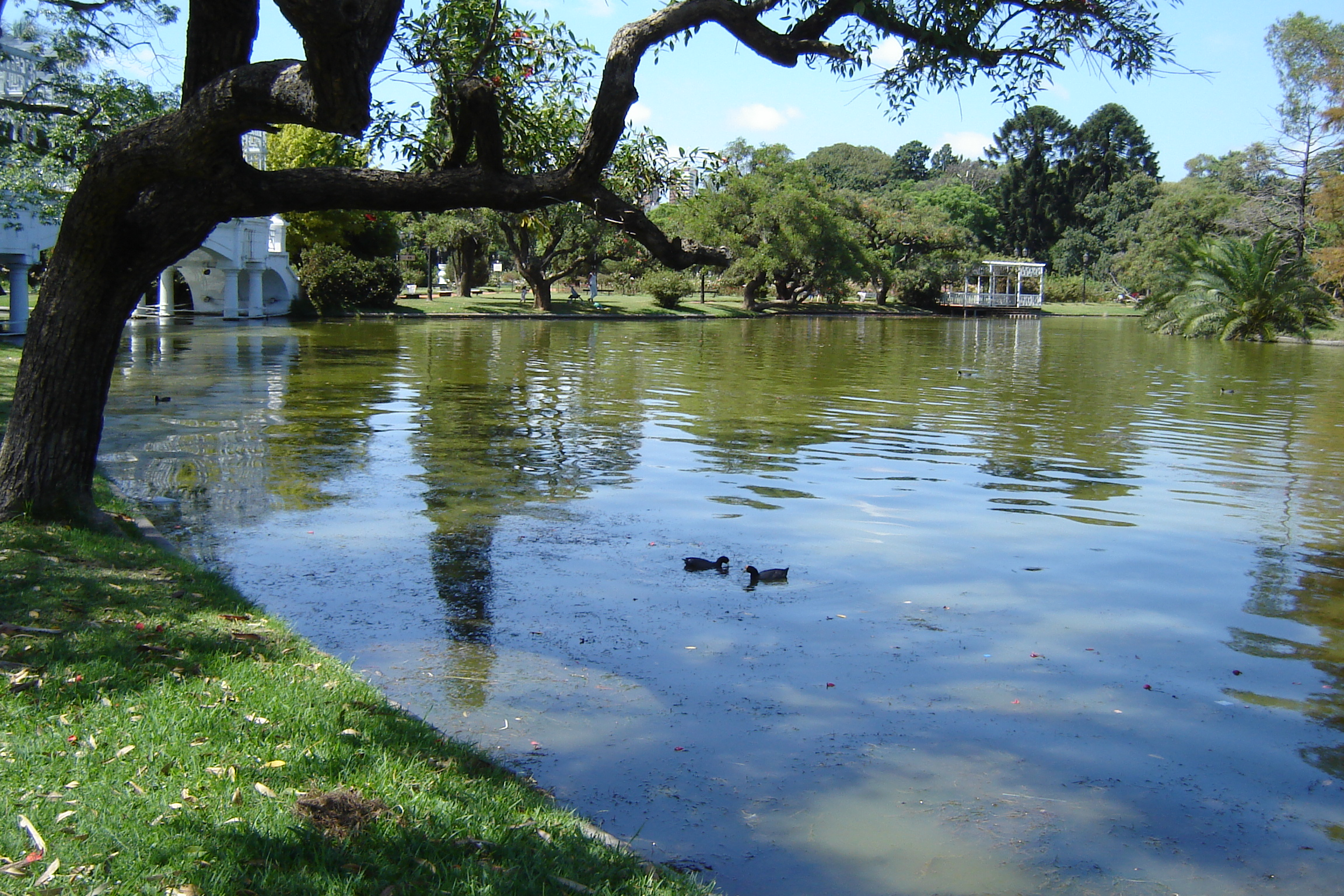
Image du lac au centre du parc.
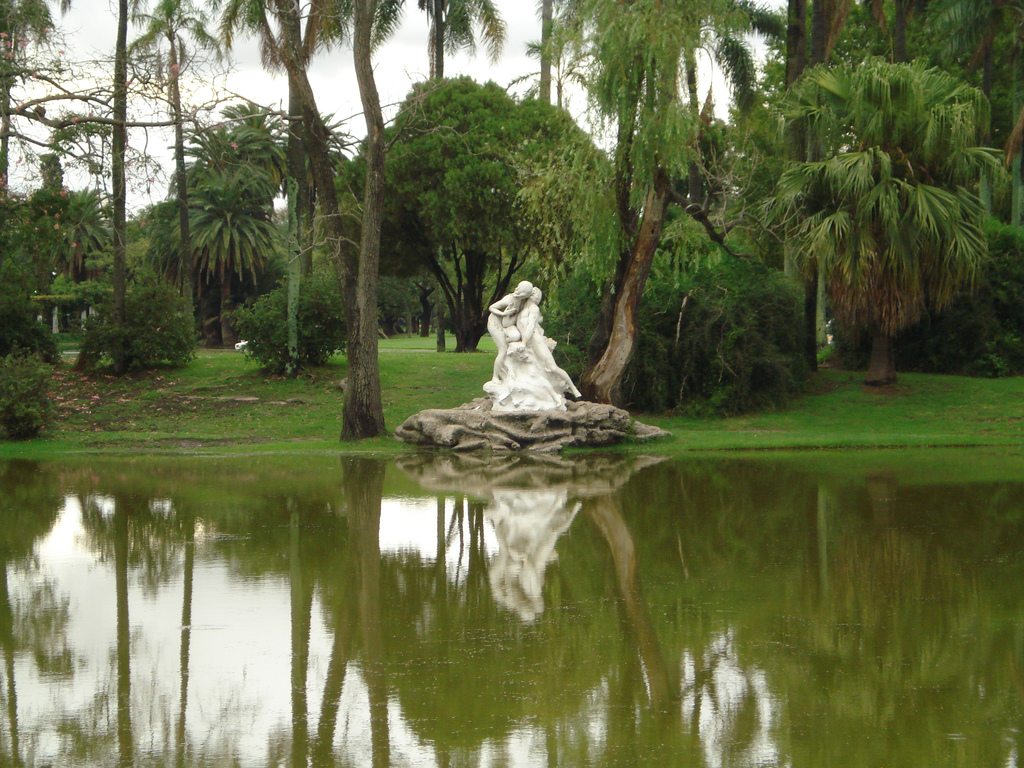
El Beso, œuvre du sculpteur français Paul Gasq. La statue représente Héro et Léandre, amoureux célèbres de la mythologie grecque.
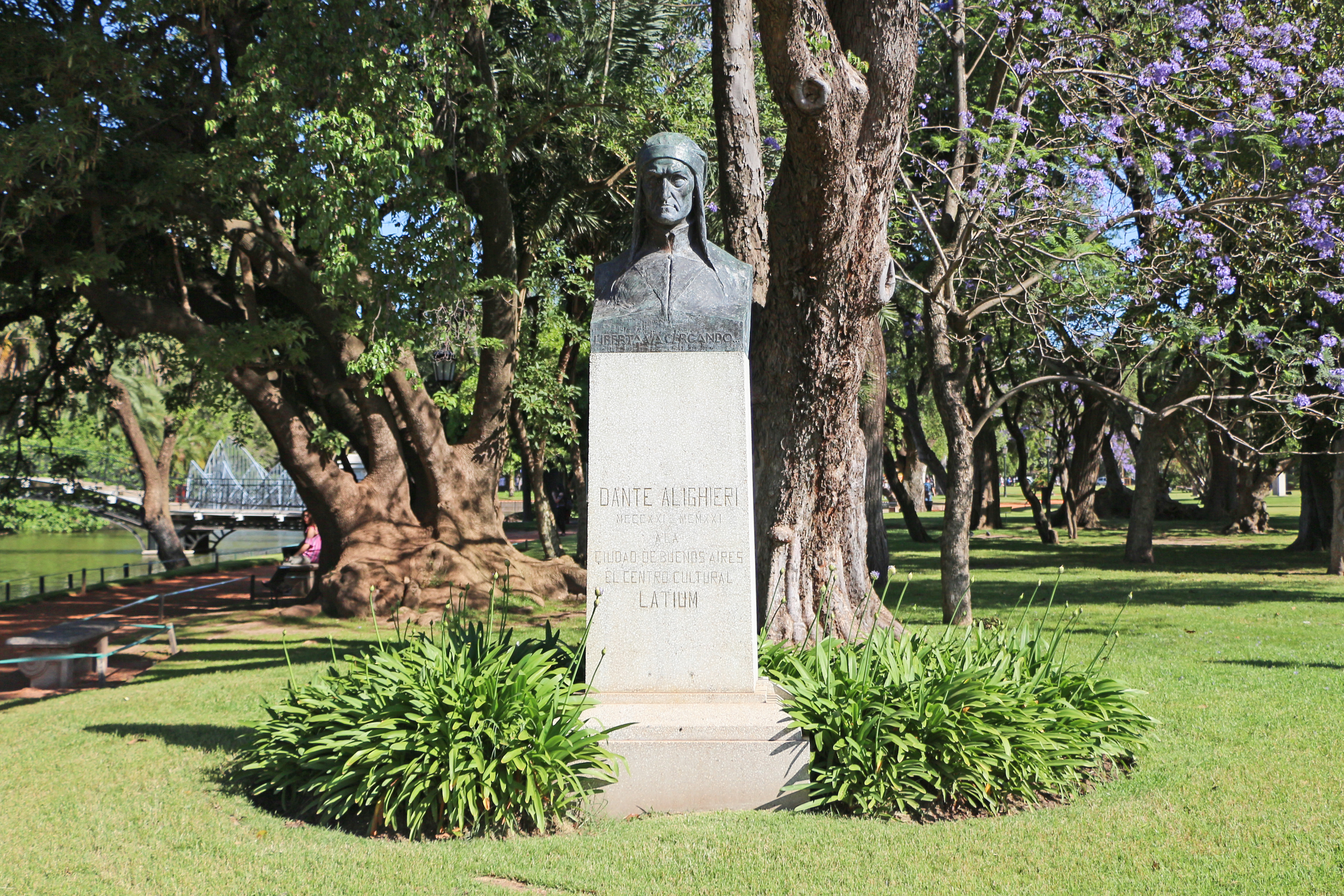
Buste de Dante Alighieri dans le parc.